# Thecostele
Thecostele es un género monotípico de orquídeas de hábitos epífitas. Su única especie, Thecostele alata (Roxb.) E.C.Parish & Rchb.f. (1874), es originaria del sudeste de Asia.

## Descripción
Es una orquídea de pequeño tamaño, que prefiere el clima cálido, es epífita con pseudobulbos ovoides a elipsodiales, comprimidos, unifoliados, con una sola hoja, apical, finamente coriácea, arqueada, lineal lanceolada, a elíptico-obovada y con un tallo estriado, que florece en una inflorescencia colgante de 15 a 50 cm de largo, delgada, flexuosa, con  20 a 40 flores. La apertura de las flores  y el proceso puede tomar de 2 a 3 meses. 

## Distribución y hábitat
Se encuentra en Bangladés, Birmania, Tailandia, Malasia, Laos, Vietnam, Borneo, Java, Sumatra y Filipinas como especie de hoja perenne en los bosques de tierras las bajas semicaducos y baja caducifolia y en bosques de sabana así como en alturas de hasta 1800 metros.

## Sinonimia
- Cymbidium alatum Roxb., Fl. Ind. ed. 1832, 3: 459 (1832).
- Thecostele zollingeri Rchb.f., Bonplandia (Hannover) 5: 37 (1857).
- Collabium wrayi Hook.f., Fl. Brit. India 5: 784 (1890).
- Thecostele maculosa Ridl., Trans. Linn. Soc. London, Bot. 3: 374 (1893).
- Pholidota elmeri Ames, Leafl. Philipp. Bot. 5: 1557 (1912).
- Thecostele wrayi (Hook.f.) Rolfe, Orchid Rev. 20: 237 (1912).
- Thecostele elmeri (Ames) Ames, Philipp. J. Sci., C 8: 434 (1913 publ. 1914).
- Thecostele poilanei Gagnep., Bull. Mus. Natl. Hist. Nat., II, 3: 685 (1931).
- Collabium annamense Gagnep., Bull. Mus. Natl. Hist. Nat., II, 22: 502 (1950).[1]